# Indice Henley Passport
L'Indice Henley Passport (in inglese Henley Passport Index, in sigla HPI) è una classifica mondiale, disponibile su sito web, dei paesi in base alla libertà di viaggio di cui godono i titolari del passaporto ordinario. È stato pubblicato la prima volta nel 2006 come Henley & Partners Visa Restrictions Index (HVRI) ed è stato modificato e rinominato nel gennaio 2018.
Il sito fornisce una classifica su base annua per 199 passaporti del mondo in base al numero di paesi in cui i loro titolari possono viaggiare senza visto. Il numero di paesi a cui uno specifico passaporto può accedere diventa il suo "punteggio senza visto" (visa-free). Henley & Partners analizza le normative sui visti della stragrande maggioranza dei paesi e territori del mondo dal 2006. La verifica avviene in collaborazione con l'International Air Transport Association (IATA) e sulla base dei dati ufficiali del database globale di questa organizzazione.
Giornalisticamente viene definito come "passaporto forte" il passaporto con più stati aggregati.

## Indice Henley Passport del 2024
Nel 2024, il passaporto italiano, giapponese, tedesco, francese, singaporiano e spagnolo si pongono al primo posto della classifica basata sull'indice Henley, in quanto offrono ai propri titolari l'accesso senza visto, o con visto all'arrivo, a un totale di 194 paesi, mentre il passaporto sudcoreano, finlandese e svedese offrono l'accesso senza visto, o con visto all'arrivo, per 193 paesi.
Il passaporto afgano è risultato nel 2024, ancora una volta in base all'indice, come il passaporto meno efficace del mondo, con i suoi cittadini in grado di visitare solo 28 destinazioni senza visto.
| Graduatoria 2024 | Paese di emissione passaporto | Accessi senza visto |
| ---------------- | ----------------------------- | ------------------- |
| 1                | Italia                        | 194                 |
| 1                | Giappone                      | 194                 |
| 1                | Germania                      | 194                 |
| 1                | Francia                       | 194                 |
| 1                | Singapore                     | 194                 |
| 1                | Spagna                        | 194                 |
| 2                | Corea del Sud                 | 193                 |
| 2                | Finlandia                     | 193                 |
| 2                | Svezia                        | 193                 |
| 3                | Austria                       | 192                 |
| 3                | Danimarca                     | 192                 |
| 3                | Irlanda                       | 192                 |
| 3                | Paesi Bassi                   | 192                 |
| 4                | Belgio                        | 191                 |
| 4                | Lussemburgo                   | 191                 |
| 4                | Norvegia                      | 191                 |
| 4                | Portogallo                    | 191                 |
| 4                | Regno Unito                   | 191                 |
| 5                | Grecia                        | 190                 |
| 5                | Malta                         | 190                 |
| 5                | Svizzera                      | 190                 |
| 6                | Australia                     | 189                 |
| 6                | Rep. Ceca                     | 189                 |
| 6                | Nuova Zelanda                 | 189                 |
| 6                | Polonia                       | 189                 |
| 7                | Canada                        | 188                 |
| 7                | Stati Uniti                   | 188                 |
| 7                | Ungheria                      | 188                 |
| 8                | Estonia                       | 187                 |
| 8                | Lituania                      | 187                 |
| 9                | Lettonia                      | 186                 |
| 9                | Slovacchia                    | 186                 |
| 9                | Slovenia                      | 186                 |
| 10               | Islanda                       | 185                 |
| 11               | Emirati Arabi Uniti           | 183                 |
| 12               | Cipro                         | 182                 |
| 12               | Liechtenstein                 | 182                 |
| 12               | Malaysia                      | 182                 |
| 13               | Bulgaria                      | 179                 |
| 13               | Croazia                       | 179                 |
| 13               | Romania                       | 179                 |
| 14               | Monaco                        | 178                 |
| 15               | Cile                          | 177                 |
| 16               | Argentina                     | 174                 |
| 17               | Brasile                       | 173                 |
| 18               | San Marino                    | 172                 |
| 19               | Andorra                       | 171                 |
| 19               | Hong Kong                     | 171                 |
| 20               | Brunei                        | 168                 |
| 21               | Israele                       | 166                 |
| 22               | Barbados                      | 165                 |
| 23               | Messico                       | 161                 |
| 24               | Bahamas                       | 158                 |
| 25               | Saint Kitts e Nevis           | 157                 |
| 25               | Saint Vincent e Grenadine     | 157                 |
| 25               | Città del Vaticano            | 157                 |
| 26               | Seychelles                    | 156                 |
| 26               | Uruguay                       | 156                 |
| 27               | Antigua e Barbuda             | 153                 |
| 28               | Costa Rica                    | 152                 |
| 29               | Trinidad e Tobago             | 151                 |
| 30               | Mauritius                     | 150                 |
| 31               | Panama                        | 149                 |
| 32               | Grenada                       | 148                 |
| 32               | Saint Lucia                   | 148                 |
| 32               | Ucraina                       | 148                 |
| 33               | Paraguay                      | 146                 |
| 34               | Dominica                      | 144                 |
| 34               | Macao                         | 144                 |
| 35               | Taiwan                        | 143                 |
| 36               | Perù                          | 142                 |
| 37               | Serbia                        | 138                 |
| 38               | Guatemala                     | 137                 |
| 39               | El Salvador                   | 136                 |
| 40               | Colombia                      | 135                 |
| 40               | Honduras                      | 135                 |
| 41               | Isole Salomone                | 134                 |
| 42               | Samoa                         | 132                 |
| 43               | Nicaragua                     | 130                 |
| 43               | Tonga                         | 130                 |
| 44               | Tuvalu                        | 128                 |
| 45               | Macedonia del Nord            | 127                 |
| 46               | Isole Marshall                | 126                 |
| 46               | Montenegro                    | 126                 |
| 46               | Venezuela                     | 126                 |
| 47               | Kiribati                      | 124                 |
| 48               | Albania                       | 123                 |
| 48               | Micronesia                    | 123                 |
| 48               | Palau                         | 123                 |
| 49               | Moldavia                      | 122                 |
| 50               | Bosnia ed Erzegovina          | 121                 |
| 50               | Georgia                       | 121                 |
| 51               | Russia                        | 119                 |
| 52               | Turchia                       | 118                 |
| 53               | Qatar                         | 108                 |
| 53               | Sudafrica                     | 108                 |
| 54               | Belize                        | 104                 |
| 55               | Kuwait                        | 102                 |
| 56               | Timor Est                     | 96                  |
| 57               | Ecuador                       | 95                  |
| 58               | Maldive                       | 94                  |
| 58               | Vanuatu                       | 94                  |
| 59               | Bahrein                       | 91                  |
| 59               | Botswana                      | 91                  |
| 59               | Figi                          | 91                  |
| 59               | Guyana                        | 91                  |
| 60               | Giamaica                      | 90                  |
| 60               | Nauru                         | 90                  |
| 60               | Oman                          | 90                  |
| 61               | Arabia Saudita                | 89                  |
| 62               | Cina                          | 85                  |
| 62               | Papua Nuova Guinea            | 85                  |
| 63               | Bolivia                       | 82                  |
| 63               | Thailandia                    | 82                  |
| 64               | Bielorussia                   | 81                  |
| 64               | Suriname                      | 81                  |
| 65               | Lesotho                       | 80                  |
| 65               | Namibia                       | 80                  |
| 66               | eSwatini                      | 78                  |
| 66               | Indonesia                     | 78                  |
| 66               | Kazakistan                    | 78                  |
| 67               | Kenya                         | 76                  |
| 67               | Malawi                        | 76                  |
| 68               | Rep. Dominicana               | 74                  |
| 68               | Kosovo                        | 74                  |
| 69               | Tanzania                      | 73                  |
| 70               | Azerbaigian                   | 72                  |
| 71               | Marocco                       | 71                  |
| 71               | Tunisia                       | 71                  |
| 71               | Zambia                        | 71                  |
| 72               | Gambia                        | 70                  |
| 73               | Capo Verde                    | 69                  |
| 73               | Filippine                     | 69                  |
| 73               | Uganda                        | 69                  |
| 74               | Armenia                       | 68                  |
| 75               | Sierra Leone                  | 67                  |
| 76               | Ghana                         | 66                  |
| 76               | Ruanda                        | 66                  |
| 76               | Zimbabwe                      | 66                  |
| 77               | Kirghizistan                  | 65                  |
| 78               | Cuba                          | 64                  |
| 79               | Benin                         | 63                  |
| 79               | Mongolia                      | 63                  |
| 79               | Mozambico                     | 63                  |
| 80               | India                         | 62                  |
| 80               | Uzbekistan                    | 62                  |
| 81               | Gabon                         | 61                  |
| 81               | São Tomé e Príncipe           | 61                  |
| 81               | Tagikistan                    | 61                  |
| 82               | Burkina Faso                  | 60                  |
| 82               | Madagascar                    | 60                  |
| 83               | Costa d'Avorio                | 59                  |
| 83               | Guinea                        | 59                  |
| 83               | Mauritania                    | 59                  |
| 83               | Togo                          | 59                  |
| 84               | Guinea Equatoriale            | 58                  |
| 84               | Senegal                       | 58                  |
| 85               | Niger                         | 57                  |
| 86               | Algeria                       | 56                  |
| 86               | Cambogia                      | 56                  |
| 86               | Guinea-Bissau                 | 56                  |
| 86               | Mali                          | 56                  |
| 87               | Bhutan                        | 55                  |
| 87               | Ciad                          | 55                  |
| 87               | Comore                        | 55                  |
| 87               | Egitto                        | 55                  |
| 87               | Giordania                     | 55                  |
| 87               | Haiti                         | 55                  |
| 87               | Rep. Centrafricana            | 55                  |
| 87               | Vietnam                       | 55                  |
| 88               | Angola                        | 53                  |
| 88               | Camerun                       | 53                  |
| 89               | Rep. del Congo                | 52                  |
| 89               | Turkmenistan                  | 52                  |
| 90               | Burundi                       | 51                  |
| 90               | Laos                          | 51                  |
| 90               | Liberia                       | 51                  |
| 91               | Gibuti                        | 50                  |
| 92               | Birmania                      | 48                  |
| 93               | Etiopia                       | 47                  |
| 94               | RD del Congo                  | 46                  |
| 94               | Sudan del Sud                 | 46                  |
| 95               | Iran                          | 45                  |
| 95               | Libano                        | 45                  |
| 95               | Nigeria                       | 45                  |
| 95               | Sudan                         | 45                  |
| 96               | Eritrea                       | 43                  |
| 96               | Sri Lanka                     | 43                  |
| 97               | Bangladesh                    | 42                  |
| 97               | Corea del Nord                | 42                  |
| 98               | Libia                         | 40                  |
| 98               | Nepal                         | 40                  |
| 98               | Palestina                     | 40                  |
| 99               | Somalia                       | 36                  |
| 100              | Yemen                         | 35                  |
| 101              | Pakistan                      | 34                  |
| 102              | Iraq                          | 31                  |
| 103              | Siria                         | 29                  |
| 104              | Afghanistan                   | 28                  |

## Definizione dell'Indice
L'indice Henley Passport (HPI) classifica i passaporti in base a quante destinazioni possono essere raggiunte utilizzando il passaporto ordinario senza richiedere un visto preventivo ("visa-free"). La classifica include un totale di 199 passaporti incrociati contro 227 destinazioni di viaggio nel mondo, comprendenti paesi, territori e microstati.
Vengono presi in considerazione tutti i paesi e territori di destinazione distinti nel database IATA. Tuttavia, poiché non tutti i territori rilasciano passaporti, ci sono molti meno passaporti rispetto alle destinazioni possibili e verso cui vengono verificate le condizioni di ingresso.

## Metodologia
Per determinare il punteggio per ogni paese o territorio, il passaporto viene confrontato con il database IATA in diversi passaggi:
1. Ciascuno dei 199 passaporti nell'elenco viene confrontato con tutte le 227 possibili destinazioni di viaggio per le quali esistono informazioni sulle restrizioni di viaggio nel database IATA. Il punteggio viene aggiornato durante l'anno al variare delle condizioni.
2. Ogni verifica per un passaporto viene effettuata ipotizzando alcune condizioni:
  - il passaporto è stato rilasciato nel paese di cittadinanza
  - il titolare del passaporto è un cittadino adulto del paese che ha rilasciato il passaporto e un viaggiatore singolo, non facente parte di un gruppo turistico
  - l'ingresso è richiesto per turismo o affari
  - la permanenza è di minimo tre giorni
3. Ulteriori condizioni includono:
  - le verifiche di accesso sono effettuate solo per il caso di titolari di passaporti normali, non comprendendo passaporti diplomatici, di servizio, di emergenza o temporanei e altri documenti di viaggio che non vengono presi in considerazione per la verifica
  - i titolari di passaporto non soddisfano requisiti complessi per l'ingresso (ad esempio, possedere una lettera rilasciata dal governo, traduzioni o pagine vuote)
  - i titolari di passaporto hanno tutte le vaccinazioni e i certificati necessari;
  - i titolari di passaporto arrivano e partono dallo stesso aeroporto
  - i titolari di passaporto richiedono un soggiorno breve nel paese e non un transito
  - il punto di ingresso nel paese è una grande città o capoluogo, nei casi in cui ciò sia richiesto
  - i requisiti del paese o territorio di destinazione relativi a una particolare durata di validità dei passaporti vengono ignorati
  - i titolari di passaporto soddisfano tutti i requisiti di base per l'ingresso (ad esempio, essere in possesso di una prenotazione in hotel o avere una prova di fondi sufficienti o biglietti di andata e ritorno)
  - le informazioni anticipate sui passeggeri e l'approvazione anticipata per l'imbarco non sono considerate un obbligo di visto o una restrizione di viaggio, né l'obbligo di pagare la tassa aeroportuale
4. Se non è richiesto alcun visto per i titolari di passaporto di un determinato paese o territorio per entrare nella destinazione, quel passaporto ottiene il punteggio di 1. Il passaporto ottiene 1 anche nel caso in cui sia possibile ottenere un visto all'arrivo, un permesso di soggiorno o un'autorizzazione di viaggio elettronica, electronic travel authority (ETA) che non richiedano l'approvazione del governo prima della partenza, sia pure a seguito di specifici programmi di esenzione dal visto in atto.
5. Laddove siano invece necessari visti o dove i titolari di passaporto devono ottenere visti elettronici approvati dal governo (e-Visas) prima della partenza, viene assegnato un punteggio di 0. Questo punteggio viene assegnato anche nel caso in cui i titolari di passaporto devono ottenere l'approvazione del governo prima di partire per ottenere un visto all'arrivo.
6. Il punteggio per ogni particolare passaporto viene quindi ottenuto sommando i punteggi per tutte le destinazioni.[18]

Si presume che le politiche sui visti della Groenlandia e delle Isole Faroe siano identiche a quelle della Danimarca.

## 2006–2015
I paesi europei sono noti per la loro stabilità nell'ultimo decennio e Belgio, Francia, Italia, Lussemburgo, Spagna e Svezia e rimasero tutti esattamente nella stessa posizione di 10 anni prima. I "Top 10" furono quasi identici, con 30 paesi nel 2015, rispetto ai 26 di un decennio prima. Mentre il Liechtenstein scese in classifica, Repubblica Ceca, Finlandia, Ungheria, Malta, Slovacchia e Corea del Sud entrarono tutte nella top 10.
Taiwan, Albania, Emirati Arabi Uniti, Bosnia-Erzegovina e Serbia salirono tutti di oltre 20 posizioni nell'indice Henley & Partners Visa Restrictions nel periodo, mentre i cali maggiori furono registrati da Guinea (-32), Liberia (- 33), Sierra Leone (-35) e Bolivia (-37).

## Classifiche precedenti
Nella tabella seguente, le colonne "accesso" indicano il numero di destinazioni che non richiedono visto per i titolari di quel passaporto. Salvo diversa indicazione, i dati in questa tabella sono tratti da queste fonti.
| Paese                     | 2020 graduatoria | 2020 accessi | 2019 graduatoria | 2010 graduatoria | 2006 graduatoria |
| ------------------------- | ---------------- | ------------ | ---------------- | ---------------- | ---------------- |
| Giappone                  | 1                | 191          | 1                | 6                | 3                |
| Singapore                 | 2                | 190          | 1                | 11               | 8                |
| Germania                  | 3                | 189          | 2                | 5                | 2                |
| Corea del Sud             | 3                | 189          | 2                | 13               | 11               |
| Finlandia                 | 4                | 188          | 2                | 4                | 1                |
| Italia                    | 4                | 188          | 3                | 5                | 3                |
| Lussemburgo               | 4                | 188          | 3                | 4                | 3                |
| Spagna                    | 4                | 188          | 4                | 6                | 4                |
| Austria                   | 5                | 187          | 5                | 8                | 6                |
| Danimarca                 | 5                | 187          | 3                | 2                | 1                |
| Francia                   | 6                | 186          | 4                | 5                | 3                |
| Irlanda                   | 6                | 186          | 6                | 7                | 2                |
| Paesi Bassi               | 6                | 186          | 5                | 5                | 5                |
| Portogallo                | 6                | 186          | 5                | 8                | 7                |
| Svezia                    | 6                | 186          | 4                | 3                | 2                |
| Belgio                    | 7                | 185          | 6                | 6                | 4                |
| Svizzera                  | 7                | 185          | 6                | 10               | 4                |
| Norvegia                  | 7                | 185          | 6                | 7                | 4                |
| Regno Unito               | 7                | 185          | 6                | 1                | 3                |
| Stati Uniti               | 7                | 185          | 6                | 7                | 1                |
| Rep. Ceca                 | 8                | 184          | 7                | 18               | 21               |
| Grecia                    | 8                | 184          | 6                | 12               | 9                |
| Malta                     | 8                | 184          | 7                | 15               | 11               |
| Nuova Zelanda             | 8                | 184          | 8                | 9                | 6                |
| Australia                 | 9                | 183          | 9                | 9                | 9                |
| Canada                    | 9                | 183          | 6                | 9                | 6                |
| Ungheria                  | 10               | 182          | 10               | 18               | 19               |
| Lituania                  | 11               | 181          | 9                | 19               | 24               |
| Polonia                   | 11               | 181          | 13               | 16               | 16               |
| Slovacchia                | 11               | 181          | 9                | 17               | 22               |
| Islanda                   | 12               | 180          | 10               | 13               | 9                |
| Lettonia                  | 12               | 180          | 10               | 20               | 26               |
| Slovenia                  | 12               | 180          | 10               | 17               | 17               |
| Estonia                   | 13               | 179          | 11               | 19               | 26               |
| Liechtenstein             | 14               | 178          | 12               | 14               | 10               |
| Malaysia                  | 14               | 178          | 12               | 13               | 9                |
| Monaco                    | 15               | 175          | 14               | 21               | 15               |
| Cile                      | 16               | 174          | 13               | 27               | 14               |
| Cipro                     | 16               | 174          | 14               | 18               | 12               |
| Romania                   | 17               | 172          | 16               | 22               | 34               |
| Bulgaria                  | 18               | 171          | 17               | 25               | 29               |
| Argentina                 | 19               | 170          | 17               | 26               | 19               |
| Brasile                   | 19               | 170          | 17               | 28               | 20               |
| Croazia                   | 19               | 170          | 18               | 35               | 28               |
| Hong Kong                 | 19               | 170          | 18               | 19               | 13               |
| Emirati Arabi Uniti       | 19               | 170          | 15               | 65               | 62               |
| San Marino                | 20               | 168          | 19               | 23               | 14               |
| Andorra                   | 21               | 167          | 20               | 27               | 20               |
| Brunei                    | 22               | 166          | 21               | 24               | 19               |
| Barbados                  | 23               | 161          | 22               | 29               | 35               |
| Israele                   | 24               | 160          | 22               | 25               | 18               |
| Messico                   | 25               | 159          | 23               | 32               | 21               |
| Saint Kitts e Nevis       | 26               | 156          | 24               | 31               | 40               |
| Bahamas                   | 27               | 155          | 24               | 30               | 35               |
| Uruguay                   | 28               | 153          | 25               | 34               | 20               |
| Antigua e Barbuda         | 29               | 151          | 28               | 33               | 39               |
| Seychelles                | 29               | 151          | 26               | 39               | 46               |
| Costa Rica                | 30               | 150          | 27               | 37               | 23               |
| Trinidad e Tobago         | 30               | 150          | 29               | 45               | 36               |
| Città del Vaticano        | 31               | 149          | 29               | 39               |                  |
| Mauritius                 | 32               | 148          | 30               | 40               | 46               |
| Saint Vincent e Grenadine | 32               | 148          | 31               | 47               | 38               |
| Saint Lucia               | 33               | 146          | 31               | 46               | 39               |
| Taiwan                    | 33               | 146          | 31               | 69               | 55               |
| Macao                     | 34               | 144          | 33               | 44               | 35               |
| Grenada                   | 35               | 143          | 32               | 49               | 41               |
| Paraguay                  | 36               | 142          | 32               | 39               | 30               |
| Panama                    | 37               | 141          | 34               | 41               | 30               |
| Dominica                  | 38               | 140          | 35               | 51               | 46               |
| Perù                      | 39               | 135          | 36               | 58               | 56               |
| El Salvador               | 40               | 134          | 37               | 42               | 31               |
| Honduras                  | 40               | 134          | 37               | 42               | 32               |
| Serbia                    | 40               | 134          | 39               | 47               | 64               |
| Guatemala                 | 41               | 133          | 38               | 42               | 30               |
| Samoa                     | 42               | 131          | 39               | 53               | 49               |
| Isole Salomone            | 42               | 131          | 40               | 52               | 44               |
| Vanuatu                   | 43               | 130          | 40               | 55               | 51               |
| Nicaragua                 | 44               | 129          | 41               | 43               | 33               |
| Ucraina                   | 44               | 129          | 43               | 65               | 64               |
| Venezuela                 | 44               | 129          | 38               | 36               | 25               |
| Colombia                  | 45               | 127          | 43               | 73               | 64               |
| Tuvalu                    | 45               | 127          | 42               | 54               | 48               |
| Tonga                     | 46               | 125          | 44               | 57               | 52               |
| Montenegro                | 47               | 124          | 46               | 48               |                  |
| Macedonia del Nord        | 47               | 124          | 45               | 46               |                  |
| Kiribati                  | 48               | 122          | 46               | 56               | 49               |
| Isole Marshall            | 48               | 122          | 46               | 66               | 61               |
| Moldavia                  | 49               | 120          | 47               | 66               |                  |
| Palau                     | 50               | 119          | 47               | 70               |                  |
| Micronesia                | 51               | 118          | 47               | 69               |                  |
| Russia                    | 51               | 118          | 48               | 49               | 62               |
| Bosnia ed Erzegovina      | 52               | 117          | 49               | 74               | 71               |
| Georgia                   | 53               | 116          | 50               | 72               | 68               |
| Albania                   | 54               | 114          | 51               | 78               | 79               |
| Turchia                   | 55               | 111          | 52               | 46               | 46               |
| Belize                    | 56               | 101          | 54               | 50               | 42               |
| Sudafrica                 | 56               | 101          | 53               | 47               | 37               |
| Kuwait                    | 57               | 95           | 56               | 58               | 58               |
| Qatar                     | 57               | 95           | 57               | 63               | 60               |
| Timor Est                 | 57               | 95           | 55               | 85               |                  |
| Ecuador                   | 58               | 91           | 58               | 64               | 56               |
| Nauru                     | 59               | 89           | 60               | 56               | 54               |
| Figi                      | 60               | 88           | 59               | 57               | 51               |
| Guyana                    | 60               | 88           | 60               | 57               | 45               |
| Giamaica                  | 61               | 86           | 61               | 56               | 45               |
| Botswana                  | 62               | 85           | 62               | 60               | 50               |
| Maldive                   | 62               | 85           | 61               | 56               | 52               |
| Papua Nuova Guinea        | 63               | 84           | 62               | 59               | 56               |
| Bahrein                   | 64               | 82           | 63               | 62               | 59               |
| Oman                      | 65               | 79           | 64               | 68               | 61               |
| Bolivia                   | 66               | 78           | 65               | 67               | 29               |
| Suriname                  | 66               | 78           | 65               | 66               | 57               |
| Thailandia                | 66               | 78           | 66               | 69               | 67               |
| Namibia                   | 67               | 77           | 67               | 62               | 56               |
| Arabia Saudita            | 67               | 77           | 69               | 71               | 65               |
| Kazakistan                | 68               | 76           | 68               | 73               | 68               |
| Bielorussia               | 69               | 75           | 67               | 72               | 64               |
| Lesotho                   | 69               | 75           | 69               | 64               | 47               |
| Cina                      | 70               | 74           | 72               | 88               | 78               |
| eSwatini                  | 70               | 74           | 70               | 65               | 52               |
| Malawi                    | 71               | 73           | 71               | 64               | 50               |
| Kenya                     | 72               | 72           | 72               | 64               | 52               |
| Indonesia                 | 73               | 71           | 73               | 84               | 67               |
| Tanzania                  | 73               | 71           | 75               | 68               | 56               |
| Zambia                    | 73               | 71           | 73               | 65               | 53               |
| Tunisia                   | 74               | 69           | 75               | 67               | 59               |
| Gambia                    | 75               | 68           | 74               | 61               | 45               |
| Azerbaigian               | 76               | 67           | 76               | 76               | 68               |
| Filippine                 | 76               | 67           | 77               | 73               | 63               |
| Uganda                    | 76               | 67           | 76               | 70               | 58               |
| Capo Verde                | 77               | 66           | 76               | 73               |                  |
| Rep. Dominicana           | 78               | 65           | 78               | 77               | 71               |
| Ghana                     | 78               | 65           | 77               | 67               | 53               |
| Zimbabwe                  | 78               | 65           | 78               | 70               | 56               |
| Cuba                      | 79               | 64           | 77               | 78               | 69               |
| Marocco                   | 79               | 64           | 80               | 76               | 66               |
| Armenia                   | 80               | 63           | 81               | 76               | 69               |
| Kirghizistan              | 80               | 63           | 80               | 74               | 68               |
| Sierra Leone              | 80               | 63           | 79               | 64               | 51               |
| Benin                     | 81               | 62           | 80               | 73               | 61               |
| Mozambico                 | 81               | 62           | 81               | 82               | 74               |
| Mongolia                  | 81               | 62           | 80               | 82               | 72               |
| São Tomé e Príncipe       | 82               | 61           | 81               | 83               | 74               |
| Ruanda                    | 83               | 60           | 84               | 87               | 73               |
| Burkina Faso              | 84               | 59           | 83               | 76               | 62               |
| Mauritania                | 84               | 59           | 83               | 40               | 58               |
| India                     | 85               | 58           | 82               | 77               | 71               |
| Tagikistan                | 85               | 58           | 84               | 77               | 69               |
| Gabon                     | 86               | 57           | 85               | 85               | 72               |
| Costa d'Avorio            | 86               | 57           | 84               | 72               |                  |
| Uzbekistan                | 86               | 57           | 85               | 80               | 72               |
| Senegal                   | 87               | 56           | 86               | 76               | 60               |
| Guinea Equatoriale        | 88               | 55           | 89               | 89               | 76               |
| Guinea                    | 88               | 55           | 85               | 75               | 60               |
| Madagascar                | 88               | 55           | 87               | 83               | 71               |
| Togo                      | 88               | 55           | 86               | 76               | 62               |
| Cambogia                  | 89               | 54           | 88               | 87               | 79               |
| Mali                      | 89               | 54           | 87               | 75               | 59               |
| Niger                     | 89               | 54           | 87               | 76               | 60               |
| Vietnam                   | 89               | 54           | 90               | 84               | 78               |
| Bhutan                    | 90               | 53           | 89               | 83               | 77               |
| Ciad                      | 90               | 53           | 88               | 82               |                  |
| Comore                    | 90               | 53           | 88               | 89               |                  |
| Guinea-Bissau             | 90               | 53           | 87               | 79               | 63               |
| Turkmenistan              | 90               | 53           | 90               | 86               | 77               |
| Rep. Centrafricana        | 91               | 52           | 90               | 81               | 68               |
| Algeria                   | 92               | 51           | 91               | 79               | 73               |
| Giordania                 | 92               | 51           | 92               | 97               | 75               |
| Angola                    | 93               | 50           | 92               | 92               | 77               |
| Burundi                   | 93               | 50           | 93               | 89               | 78               |
| Egitto                    | 93               | 50           | 92               | 84               |                  |
| Laos                      | 93               | 50           | 92               | 85               | 76               |
| Camerun                   | 94               | 49           | 92               | 85               | 70               |
| Haiti                     | 94               | 49           | 92               | 85               | 74               |
| Liberia                   | 94               | 49           | 93               | 82               | 65               |
| Rep. del Congo            | 95               | 48           | 94               | 85               | 69               |
| Gibuti                    | 96               | 47           | 95               | 91               | 77               |
| Birmania                  | 96               | 47           | 95               | 92               | 81               |
| Nigeria                   | 97               | 46           | 95               | 76               | 62               |
| Etiopia                   | 98               | 44           | 97               | 92               | 78               |
| Sudan del Sud             | 99               | 43           | 97               |                  |                  |
| RD del Congo              | 100              | 42           | 97               | 90               |                  |
| Eritrea                   | 100              | 42           | 99               | 93               | 76               |
| Sri Lanka                 | 100              | 42           | 96               | 84               | 74               |
| Bangladesh                | 101              | 41           | 99               | 85               | 68               |
| Iran                      | 101              | 41           | 99               | 92               | 82               |
| Kosovo                    | 102              | 40           | 98               | 89               |                  |
| Libano                    | 102              | 40           | 100              | 94               | 79               |
| Sudan                     | 102              | 40           | 102              | 96               | 79               |
| Corea del Nord            | 103              | 39           | 100              | 90               | 78               |
| Libia                     | 104              | 38           | 100              | 87               | 77               |
| Nepal                     | 104              | 38           | 101              | 88               | 76               |
| Palestina                 | 104              | 38           | 102              | 97               |                  |
| Somalia                   | 105              | 33           | 104              | 95               | 81               |
| Yemen                     | 105              | 33           | 103              | 88               | 78               |
| Pakistan                  | 106              | 32           | 104              | 90               | 79               |
| Siria                     | 107              | 29           | 105              | 87               | 80               |
| Iraq                      | 108              | 28           | 106              | 97               | 81               |
| Afghanistan               | 109              | 26           | 107              | 98               | 83               |